# Murri (Bologna)
Murri è una zona di Bologna, facente parte del quartiere Santo Stefano, nella immediata periferia sud-est della città.

## Storia

### Origine del nome
La zona prende il nome dalla principale arteria stradale che lo attraversa: via Augusto Murri. Questa parte della storica Strada Santo Stefano, conosciuta come Strada di Toscana fino al 1948 perché da Porta Santo Stefano conduce verso la Toscana (essendo parte della SS 65 della Futa).

### Storia amministrativa
Murri venne creato nel 1966 come uno dei quindici quartieri di Bologna e mantenne questo status fino al 1985, quando venne interessato dal piano di riduzione delle circoscrizioni di decentramento del comune di Bologna; Murri venne annesso ai quartieri Colli e Galvani formando un nuovo quartiere che prese il nome di Santo Stefano.

## Monumenti e luoghi d'interesse

### Architetture religiose
- Chiesa di Sant'Anna
- Chiesa di Santa Maria Lacrimosa degli Alemanni
- Chiesa di Santa Maria Goretti
- Chiesa di San Severino
- Chiesa di San Silverio di Chiesa Nuova

### Altro
Piazza Trento e Trieste
Piazze Trento e Trieste è una piazza - giardino posta al margine settentrionale del quartiere Santo Stefano, tra la Chiesa degli Alemanni e Porta Mazzini. L'intitolazione alle due città avvenne nel 1909.
Dall'epoca napoleonica fino al 1880 ospitò il Foro Boario, poi trasferito fuori Porta Lame con la costruzione del Mercato del bestiame. Successivamente iniziò lo sviluppo edilizio dei dintorni, ma l'area venne mantenuta a piazza. Qui sorgeva una trattoria detta appunto del Foro Boario, ritrovo dei socialisti locali tra cui Giovanni Pascoli.

## Società
abitanti censiti

## Geografia antropica
Murri è una zona residenziale della prima periferia meridionale, incentrato sull'asse stradale intitolato a Augusto Murri, da cui prende il nome, direttrice verso la Toscana.
Soprattutto nella sua porzione più settentrionale, la zona Murri è caratterizzata dal modello urbano della città giardino, sorta all'inizio del Novecento seguendo le prescrizioni del piano regolatore del 1889. I viali Oriani, Guinizzelli e Alberti sono i principali assi stradali alberati e dipartono dalla piazza Trento e Trieste, fulcro urbanistico della zona. Via Dante invece ha la funzione di raccordare il tessuto urbano al centro storico, sfociando in via Santo Stefano. Le tipologie abitative prevalenti in questa zona sono villini e palazzine destinate ai ceti borghesi, alternati a inserimenti successivi di edilizia intensiva.